# Scleroptilidae
Scleroptilidae é uma família de corais da superfamília Pennatuloidea, ordem Scleralcyonacea.

## Géneros
Seguem os gêneros da família:
- Calibelemnon (Nutting, 1908)
- Scleroptilum (Kölliker, 1880)